# Hardwired... to Self-Destruct
Hardwired... to Self-Destruct è il decimo album in studio del gruppo musicale statunitense Metallica, pubblicato il 18 novembre 2016 dalla Blackened Recordings.
Si tratta del primo album in studio del gruppo a non vedere la collaborazione del chitarrista Kirk Hammett per la composizione di alcuna traccia, a causa della perdita del proprio cellulare nell'aprile 2015 contenente oltre 250 riff da lui composti.
Hardwired... to Self-Destruct ha debuttato alla prima posizione in 57 paesi, tra cui gli Stati Uniti d'America, dove ha primeggiato nella Billboard 200 vendendo 282 000 copie fisiche nella sola prima settimana, risultando il terzo più grande debutto dell'anno nel Paese per quanto riguarda le vendite fisiche. Inoltre, nel 2017 l'album è stato candidato ai Grammy Awards 2018 nella categoria miglior album rock.

## Antefatti
I Metallica cominciarono a dedicarsi all'elaborazione di nuovo materiale a partire dal 2011, anno a cui risale una dichiarazione del bassista Robert Trujillo circa la possibile incisione di un nuovo album in studio in parallelo a Lulu, disco realizzato in collaborazione con Lou Reed e uscito nel medesimo anno.
Molte furono le dichiarazioni fatte dai vari componenti del gruppo nel corso degli anni circa un nuovo album e il batterista Lars Ulrich in più interviste dichiarò che i Metallica erano riusciti a comporre diversi brani, con la speranza di poterli migliorare ed integrarli in un possibile album: tutto questo a cavallo tra il 2014 ed il 2015, quando il singolo inedito Lords of Summer era già stato pubblicato, nonché suonato dal vivo nel tour Metallica by Request.
Nei primi mesi del 2016 furono sia James Hetfield che Ulrich a sostenere di essere vicini alla conclusione delle registrazioni per un nuovo album, a circa otto anni di distanza da Death Magnetic.

## Pubblicazione
Hardwired... to Self-Destruct è stato distribuito in tutto il mondo il 18 novembre 2016 dalla Blackened Recordings (etichetta di proprietà del gruppo) con distribuzione Universal Music Group ed è stato anticipato da tre singoli, tutti pubblicati per il download digitale. Il primo di questi, il brano d'apertura Hardwired, è uscito il 18 agosto, mentre il 26 settembre è stata la volta di Moth into Flame, accompagnato da un video musicale diretto da Tom Kirk, mentre il 31 ottobre è uscito Atlas, Rise!, anch'esso accompagnato da un video. Anche i restanti brani tratti dall'album hanno ricevuto un proprio video, caricati attraverso il canale YouTube del gruppo a distanza di due ore uno dall'altro, a cominciare dal giorno prima dell'inizio delle vendite dell'album. Alla fine è stato pubblicato anche quello per Lords of Summer, presente in versione riarrangiata rispetto alla quella pubblicata come singolo.
Oltre all'edizione standard dell'album, diffusa in doppio CD e in download digitale, sono state messe in commercio versioni sia esclusive dell'edizione LP in varie colorazioni sia due edizioni limitate (in base al formato) di Hardwired... to Self-Destruct. La prima edizione deluxe, composta da 3 CD e commercializzata in digipak, contiene un terzo disco comprendente una nuova versione di Lords of Summer, le reinterpretazioni di When a Blind Man Cries dei Deep Purple e Remember Tomorrow degli Iron Maiden e il Ronnie Rising Medley (composto dai brani A Light in the Black, Tarot Woman, Stargazer e Kill the King), l'intera esibizione dal vivo del 16 aprile 2016 a Berkeley (vicino a San Francisco) e una registrazione dal vivo a Minneapolis di Hardwired. La seconda edizione deluxe, commercializzata in triplo LP e un CD bonus, presenta una colorazione differente del vinile e una differente disposizione delle tracce. Il CD bonus infatti non contiene Lords of Summer e la versione dal vivo di Hardwired, presenti tuttavia nel terzo LP.
Nel corso del 2017 i Metallica hanno pubblicato due ulteriori singoli volti alla promozione dell'album. Il primo, Now That We're Dead, è entrato nelle stazioni radiofoniche rock statunitensi a partire dal 18 aprile 2017 ed è stato promosso a fine maggio da un secondo video con riprese tratte dal WorldWired Tour. Il secondo, Spit Out the Bone, è stato pubblicato il 14 novembre.

## Accoglienza

### Giudizio della critica
| Recensione          | Giudizio |
| ------------------- | -------- |
| AllMusic            |          |
| Classic Rock        |          |
| MelodicaMente       |          |
| NME                 |          |
| PopMatters          | 8/10     |
| Rolling Stone       |          |
| Sputnikmusic        | 3.5/5    |
| The Daily Telegraph |          |
| The Guardian        |          |

Hardwired... to Self-Destruct ha ricevuto su Metacritic un punteggio medio di 74/100 basato su 28 recensioni, che indica «recensioni generalmente favorevoli». Stephen Thomas Erlewine di AllMusic ha detto anche che «seppure l'album sia caratterizzato da tutti gli elementi musicali di base dei Metallica, questi ultimi non suonano feroci come in passato, in particolare se confrontati ai primi anni della loro carriera». Dom Lawson di The Guardian ha avuto un parere opposto, definendo l'album «il miglior disco in 25 anni» dei Metallica, ma avanzando una critica verso il secondo CD, giudicato non allo stesso livello del primo.
Stephen Dalton di Classic Rock ha spiegato che il gruppo è ancora in grado di competere con le più grandi stelle del pop in un clima in cui la musica rock è in declino; a Dalton è piaciuta la copertina dell'album, ma la sua opinione sulla musica è «più misto». Adrien Begrand di PopMatters si è complimentato del songwriting e della saggia selezione concisa del gruppo di brani per non apporre ballate e lunghi pezzi strumentali; egli ha inoltre osservato che i Metallica hanno fatto un disco che farà piacere a vecchi e nuovi fan. Secondo Neil McCormick del The Daily Telegraph, se l'album fosse durato la metà del tempo sarebbe stato due volte più efficace. Una nota positiva, ha descritto l'album come «80 minutes of in-your-face shouty rage with absolutely no let-up».

### Successo commerciale
Tra i 57 paesi in cui il disco si è classificato in prima posizione, in particolare negli Stati Uniti d'America ha debuttato alla prima posizione della Billboard 200 vendendo 282 000 copie fisiche, mentre le unità rimanenti comprendevano 34 000 acquisti di canzoni e 9,3 milioni di streaming. È stato inoltre il terzo più grande debutto dell'anno nel Paese sulle vendite fisiche, dietro a Views di Drake e Lemonade di Beyoncé, e il più alto dell'anno in Germania con più di 200 000 copie spedite nella prima settimana, venendo certificato disco di platino. L'album ha ottenuto il più grande debutto settimanale del 2016 in Australia con 26 000 copie vendute, debuttando al numero uno sulla ARIA Charts. In Giappone, invece, l'album ha debuttato alla quinta posizione della Oricon, vendendo 23 000 copie nella settimana di debutto e al numero uno della Japanese International Albums.
A livello mondiale Hardwired... to Self-Destruct ha debuttato in prima posizione nella Global Chart Album Top 40 con 674 000 copie vendute. Secondo Media Traffic, nella Global Chart Report sono 2 523 000 le copie vendute al 20 luglio 2017.
Nel dicembre 2018 l'album è divenuto il primo dai tempi di All the Right Reasons dei Nickelback ad aver posizionato almeno sei brani nella Mainstream Rock Airplay: Hardwired e Atlas, Rise! in vetta, Now That We're Dead al secondo posto, Spit Out the Bone al quarto, Moth into Flame al quinto e Halo on Fire al ventinovesimo.

## Tracce
Testi e musiche di James Hetfield e Lars Ulrich, eccetto dove indicato.

### CD
CD 1
1. Hardwired – 3:09
2. Atlas, Rise! – 6:28
3. Now That We're Dead – 6:59
4. Moth into Flame – 5:50
5. Dream No More – 6:29
6. Halo on Fire – 8:15

CD 2
1. Confusion – 6:43
2. ManUNkind – 6:55 (James Hetfield, Lars Ulrich, Robert Trujillo)
3. Here Comes Revenge – 7:17
4. Am I Savage? – 6:30
5. Murder One – 5:45
6. Spit Out the Bone – 7:09

CD bonus nell'edizione deluxe
1. Lords of Summer – 7:09 (James Hetfield, Lars Ulrich, Robert Trujillo)
2. Ronnie Rising Medley – 9:03 (Ritchie Blackmore, Ronnie James Dio, Cozy Powell) – originariamente presente nell'album tributo Ronnie James Dio - This Is Your Life
3. When a Blind Man Cries – 4:35 (Ritchie Blackmore, Ian Gillan, Roger Glover, Jon Lord, Ian Paice) – originariamente interpretata dai Deep Purple
4. Remember Tomorrow – 5:50 (Steve Harris, Paul Di'Anno) – originariamente interpretata dagli Iron Maiden
5. Helpless (Live at Rasputin Music) – 3:08 (Sean Harris, Brian Tatler) – originariamente interpretata dai Diamond Head
6. Hit the Lights (Live at Rasputin Music) – 4:07
7. The Four Horsemen (Live at Rasputin Music) – 5:19 (James Hetfield, Lars Ulrich, Dave Mustaine)
8. Ride the Lightning (Live at Rasputin Music) – 6:56 (James Hetfield, Lars Ulrich, Cliff Burton, Dave Mustaine)
9. Fade to Black (Live at Rasputin Music) – 7:24 (James Hetfield, Lars Ulrich, Cliff Burton, Kirk Hammett)
10. Jump in the Fire (Live at Rasputin Music) – 5:13 (James Hetfield, Lars Ulrich, Dave Mustaine)
11. For Whom the Bell Tolls (Live at Rasputin Music) – 4:32 (James Hetfield, Lars Ulrich, Cliff Burton)
12. Creeping Death (Live at Rasputin Music) – 6:43 (James Hetfield, Lars Ulrich, Cliff Burton, Kirk Hammett)
13. Metal Militia (Live at Rasputin Music) – 6:07 (James Hetfield, Lars Ulrich, Dave Mustaine)
14. Hardwired (Live in Minneapolis) – 3:30

### LP
Lato A
1. Hardwired – 3:09
2. Atlas, Rise! – 6:28
3. Now That We're Dead – 6:59

Lato B
1. Moth into Flame – 5:50
2. Am I Savage? – 6:30
3. Halo on Fire – 8:15

Lato C
1. Confusion – 6:43
2. Dream No More – 6:29
3. ManUNkind – 6:55 (James Hetfield, Lars Ulrich, Robert Trujillo)

Lato D
1. Here Comes Revenge – 7:17
2. Murder One – 5:45
3. Spit Out the Bone – 7:09

12" bonus nell'edizione deluxe
1. Lords of Summer – 7:09 (James Hetfield, Lars Ulrich, Robert Trujillo)
2. Hardwired (Live in Minneapolis) – 3:42

CD bonus nell'edizione deluxe
1. Ronnie Rising Medley – 9:03 (Ritchie Blackmore, Ronnie James Dio, Cozy Powell)
2. When a Blind Man Cries – 3:42 (Ritchie Blackmore, Ian Gillan, Roger Glover, Jon Lord, Ian Paice) – originariamente interpretata dai Deep Purple
3. Remember Tomorrow – 5:50 (Steve Harris, Paul Di'Anno) – originariamente interpretata dagli Iron Maiden
4. Helpless (Live at Rasputin Music) – 3:08 (Sean Harris, Brian Tatler) – originariamente interpretata dai Diamond Head
5. Hit the Lights (Live at Rasputin Music) – 4:06
6. The Four Horsemen (Live at Rasputin Music) – 5:19 (James Hetfield, Lars Ulrich, Dave Mustaine)
7. Ride the Lightning (Live at Rasputin Music) – 6:56 (James Hetfield, Lars Ulrich, Cliff Burton, Dave Mustaine)
8. Fade to Black (Live at Rasputin Music) – 7:24 (James Hetfield, Lars Ulrich, Cliff Burton, Kirk Hammett)
9. Jump in the Fire (Live at Rasputin Music) – 5:13 (James Hetfield, Lars Ulrich, Dave Mustaine)
10. For Whom the Bell Tolls (Live at Rasputin Music) – 4:32 (James Hetfield, Lars Ulrich, Cliff Burton)
11. Creeping Death (Live at Rasputin Music) – 6:43 (James Hetfield, Lars Ulrich, Cliff Burton, Kirk Hammett)
12. Metal Militia (Live at Rasputin Music) – 6:07 (James Hetfield, Lars Ulrich, Dave Mustaine)

## Formazione
Gruppo
- James Hetfield – chitarra, voce
- Lars Ulrich – batteria
- Kirk Hammett – chitarra
- Robert Trujillo – basso

Produzione
- Greg Fidelman – produzione, registrazione, missaggio
- James Hetfield, Lars Ulrich – produzione
- Mike Gillies – registrazione aggiuntiva
- Sara Lyn Killion – registrazione aggiuntiva, assistenza tecnica
- Dan Monti – montaggio digitale
- Jim Monti – montaggio digitale
- Jason Gossman – montaggio digitale
- Kent Matcke – assistenza tecnica
- Dave Collins – mastering

## Classifiche

### Classifiche settimanali
| Classifica (2016)         | Posizione massima |
| ------------------------- | ----------------- |
| Argentina                 | 1                 |
| Australia                 | 1                 |
| Austria                   | 1                 |
| Belgio (Fiandre)          | 1                 |
| Belgio (Vallonia)         | 1                 |
| Brasile                   | 2                 |
| Canada                    | 1                 |
| Corea del Sud             | 1                 |
| Croazia                   | 1                 |
| Danimarca                 | 1                 |
| Finlandia                 | 1                 |
| Francia                   | 1                 |
| Germania                  | 1                 |
| Giappone                  | 5                 |
| Irlanda                   | 1                 |
| Italia                    | 4                 |
| Messico                   | 1                 |
| Norvegia                  | 1                 |
| Nuova Zelanda             | 1                 |
| Paesi Bassi               | 1                 |
| Polonia                   | 1                 |
| Portogallo                | 1                 |
| Regno Unito               | 2                 |
| Repubblica Ceca           | 1                 |
| Stati Uniti               | 1                 |
| Stati Uniti (hard rock)   | 1                 |
| Stati Uniti (independent) | 1                 |
| Stati Uniti (rock)        | 1                 |
| Stati Uniti (tastemakers) | 1                 |
| Svezia                    | 1                 |
| Svizzera                  | 1                 |
| Ungheria                  | 2                 |

### Classifiche di fine anno
| Classifica (2016)       | Posizione |
| ----------------------- | --------- |
| Australia               | 12        |
| Austria                 | 9         |
| Belgio (Fiandre)        | 8         |
| Belgio (Vallonia)       | 33        |
| Corea del Sud           | 24        |
| Danimarca               | 46        |
| Francia                 | 47        |
| Germania                | 3         |
| Islanda                 | 92        |
| Italia                  | 41        |
| Messico                 | 4         |
| Nuova Zelanda           | 25        |
| Paesi Bassi             | 30        |
| Polonia                 | 2         |
| Regno Unito             | 56        |
| Spagna                  | 19        |
| Svizzera                | 10        |
| Ungheria                | 23        |
| Classifica (2017)       | Posizione |
| Canada                  | 4         |
| Croazia                 | 6         |
| Stati Uniti             | 12        |
| Stati Uniti (hard rock) | 1         |
| Stati Uniti (rock)      | 1         |

## Riconoscimenti
| Pubblicazione | Encomio                      | Anno | Posizione |
| ------------- | ---------------------------- | ---- | --------- |
| PopMatters    | The Best Metal of 2016       | 2016 | 1         |
| Revolver      | 20 Best Albums of 2016       | 2016 | 1         |
| Rolling Stone | 20 Best Metal Albums of 2016 | 2016 | 1         |
| Rolling Stone | 50 Best Albums of 2016       | 2016 | 36        |
| Kerrang!      | 50 Greatest Records of 2016  | 2016 | 2         |